# Коханув (Люблінське воєводство)
Коханув (пол. Kochanów) — село в Польщі, у гміні Пулави Пулавського повіту Люблінського воєводства.
Населення — 145 осіб (2011).

## Демографія
Демографічна структура станом на 31 березня 2011 року:
|          | Загалом | Допрацездатний вік | Працездатний вік | Постпрацездатний вік |
| -------- | ------- | ------------------ | ---------------- | -------------------- |
| Чоловіки | 79      | 20                 | 50               | 9                    |
| Жінки    | 66      | 15                 | 35               | 16                   |
| Разом    | 145     | 35                 | 85               | 25                   |